# 奈赫贝特
涅赫贝特（Nekhbet）（/ˈnɛkˌbɛt/;也被拼写为 Nekhebit）是埃及神话中早期前王朝时期尼可布（Nekheb）城的守护神，她的名字意思就是“尼可布的”。最终，成为了上埃及的守护神，也是古埃及统一后的二个保护神之一。

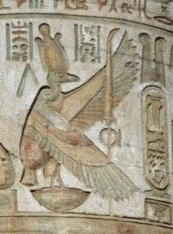
带着杖与环的涅赫贝特.

## 神话
埃及最古老的神谕所是在尼可布的涅赫贝特寺庙，原大墓地或死城。是尼肯（Nekhen，希腊语：希拉孔波利斯）的伴城，上埃及史前末期（公元前3200年-公元前3100年）或也可能是早王朝时期（公元前3100-公元前2686年）的宗教和政治首都。涅赫贝特遗址上的原始村落可追溯至奈加代（Naqada）一期或晚期巴达里文化（Badarian cultures）。约在公元前3400年，希拉孔波利斯至少有5000，甚至多达10000名居民。
涅赫贝特的女祭司被称为“姆乌”（muu，母亲），身穿埃及秃鹫羽毛长袍。
涅赫贝特是上埃及守护神，她与下埃及守护神瓦吉特（Wadjet）经常作为“双女”（Two Ladies）一道出现。其中每一位统治者的称号是名字“Nebty”，以“双女...”的象形文字开头。
在艺术作品上涅赫贝特被描绘成一只秃鹰。艾伦·加德纳（Alan Gardiner）辨认出神像中的秃鹫像一只兀鹫。然而，阿里尔.P.科兹洛夫（Arielle P. Kozloff）却认为，新王国时期艺术品中的秃鹫，有蓝色的尖喙和松弛的皮肤，更像肉垂秃鹰
在新王国时期，秃鹫总是与头饰上乌赖乌斯（uraeus，法老头饰上的蛇形标记）并列出现，而国王却被隐去。乌赖乌斯和秃鹫的传统解释是瓦吉特和涅赫贝特，但是埃德娜.拉斯曼（Edna R. Russmann）认为，在此背景下，它们分别代表两位亡灵守护女神，伊希斯（Isis）和奈芙蒂斯（Nephthys）
涅赫贝特通常被画成张开翅膀，盘旋于帝王头上，很多时候她的爪子抓着一个“生”（shen）环（代表无穷、“所有”或“一切”），作为法老的守护神。有时，她被视为法老的神母，在这个方面，她是“母亲的母亲”，“尼可布的白色大母牛” 。
在部分晚期的亡灵书中涅赫贝特被称为“父亲的父亲”、“母亲的母亲”，从开始就已存在，并是这个世界的女性创造者。